# Comuna Cerneliv-Ruskîi
Cerneliv-Ruskîi (în ucraineană Чернелів-Руський) este o comună în raionul Ternopil, regiunea Ternopil, Ucraina, formată din satele Cerneliv-Ruskîi (reședința) și Jovtneve.

## Demografie
Componența lingvistică a comunei Cerneliv-Ruskîi
     Ucraineană (99,65%)
     Alte limbi (0,35%)
Conform recensământului din 2001, majoritatea populației comunei Cerneliv-Ruskîi era vorbitoare de ucraineană (99,65%), existând în minoritate și vorbitori de alte limbi.